# Свети Илия (Селище)
Вижте пояснителната страница за други значения на Свети Илия.
„Свети Илия“ е българска възрожденска църква в горноджумайското село Селище, част от Неврокопската епархия на Българската православна църква. Обявена е за паметник на културата.

## Архитектура
Храмът е издигнат в 1862 – 1864 година. В архитектурно отношение представлява голяма трикорабна базилика с женска църква. Средният кораб е засводен и поддържан от четири колони.

## Интериор
В храма има ценни стенописи, които по своите художествени характеристики могат да се припишат на майсторите от Банската художествена школа Михалко Голев и Димитър Сирлещов, като това са едни от най-ранните им творби. Ктиторският надпис гласи:
| „ | 1889 година 12 поп Лазар Николов, Спасуна, Безистена, Михалко, Петре, Георги, Анна, Кръстена | “ |

В медальони на свода са изобразени Новозаветната Троица, Христос Вседържител и Свети Йоан Предтеча. По северната стена е цикълът Страстите Христови, а по южната – Детство Исусово, както и Страшният съд, продължена зад южния вход от Откровението на Йоан Богослов и 16 сцени от мъченията на грешниците, включително магьосница и жена, която говори в църква. В най-долната зона са светци в цял ръст, между които и Кирил и Методий. На парапета на женската църква са Рождество Богородично, Въведение Богородично и Успение Богородично. Самата галерия е богато украсена със сцени от „Шестоднева“ и старозаветните „Жертвите на Каин и Авел“ и „Каин убива Авел“, светци, монаси, жени светици, сред които Света Марина, Света Парскева, Света София и Вяра, Надежда и Любов.
На аркадата на северния кораб има втора дата 1890. Иконостасът е триреден – с осем царски, както и празнични и апостолски ред икони, също вероятно дело на Михалко Голев. Свети Йоан Предтеча е датирана отзад 29 май 1890.